# Cumbres de Enmedio
Cumbres de Enmedio is een gemeente in de Spaanse provincie Huelva in de regio Andalusië met een oppervlakte van 13,55 km². Cumbres de Enmedio telt 50 inwoners (1 januari 2016).

## Demografische ontwikkeling
Bron: INE, 1857-2011: volkstellingen